# ArcelorMittal Aços Longos

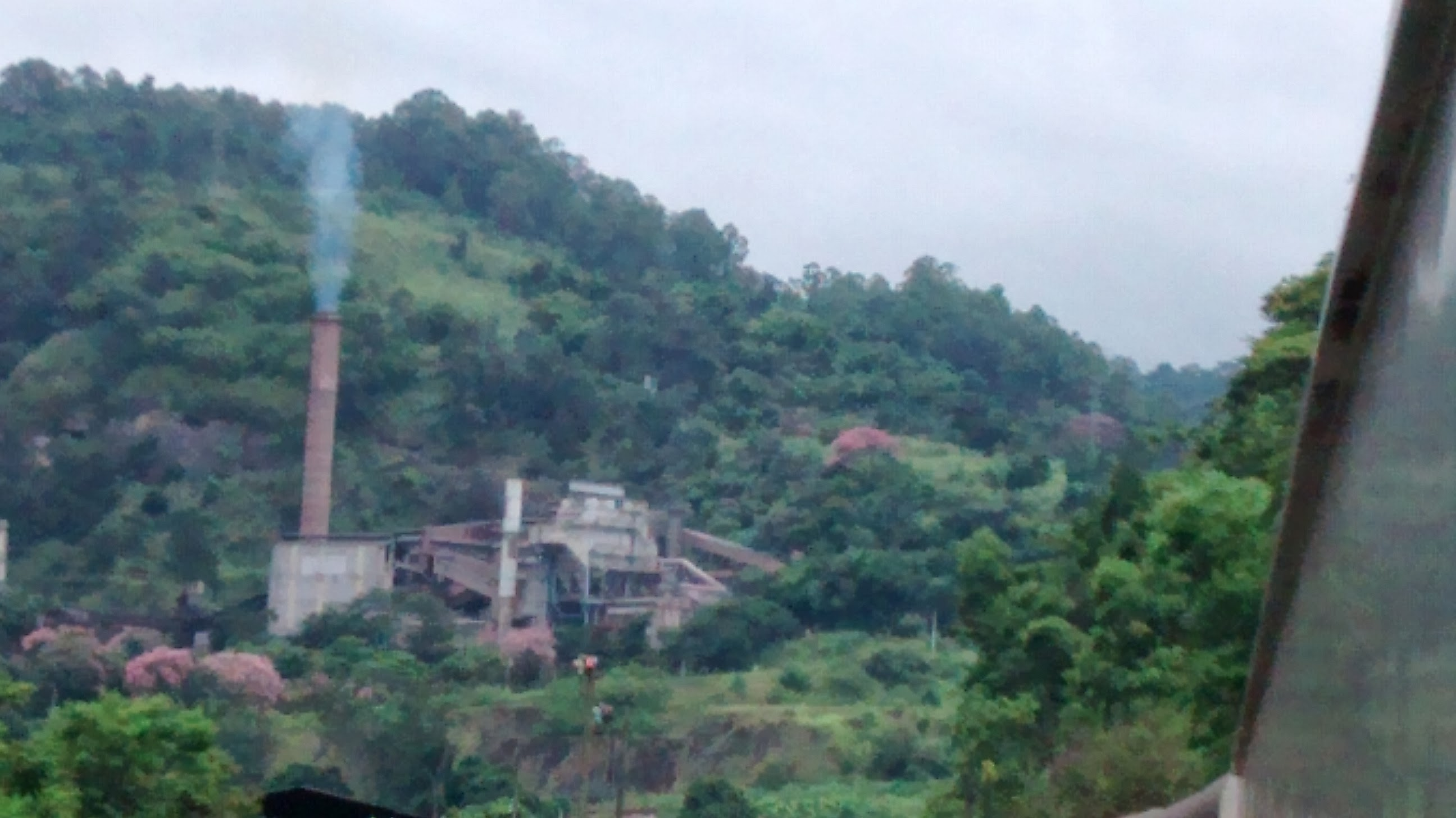
Vista de algumas edificações da ArcelorMittal Aços Longos em João Monlevade

A  ArcelorMittal Aços Longos (antiga Companhia Siderúrgica Belgo-Mineira) é uma empresa do setor siderúrgico que surgiu da aquisição da Companhia Siderúrgica Mineira pelo grupo belga-luxemburguês ARBED, e estabelecida com uma unidade industrial na cidade de Sabará em 11 de dezembro de 1921. Trata-se de uma das pioneiras da siderurgia no Brasil e a primeira usina integrada da América Latina, capaz de produzir laminados de aço a partir da própria produção de ferro gusa.

## Belgo-Mineira
A instalação do polo produtivo se deu com a aquisição de uma pequena forjaria na cidade de Sabará, Minas Gerais, e posterior construção no local de uma moderna usina siderúrgica integrada.
Em 1936, foi estabelecida na cidade de João Monlevade, Minas Gerais, uma nova unidade industrial. No lançamento da pedra fundamental da usina, esteve presente o presidente da república à época, Getúlio Vargas. Na década de 60, associou-se à Bekaert para produção de aços trefilados, arames farpados e lisos, etc.
Ainda no final dos anos 80, a Belgo começava a se preparar para a nova realidade que se antevia, com o lançamento de seu plano de gestão pela qualidade. A necessidade se impunha não apenas pelo crescimento da concorrência no mercado interno, mas porque também o quadro da globalização começava a exercer pressão sobre as empresas brasileiras.
A década de 90 foi, assim, um período de grandes mudanças. Na área tecnológica, a Belgo buscou atualizar sua estrutura produtiva, o que se refletiu, entre outros, na inauguração de um moderno trem de laminação em Monlevade, responsável por sucessivos ganhos de qualidade do fio-máquina. Também investiu na mudança dos cinco altos-fornos da usina, que funcionavam a carvão vegetal, substituindo-os por apenas um, de grande capacidade produtiva, inaugurado no ano 2000 e que opera com coque importado.
A Belgo investiu na recuperação do setor de laminados, a partir da aquisição de empresas como a Cofavi – Companhia Ferro e Aço de Vitória em 1993 e da Dedini S/A Siderúrgica, em Piracicaba, São Paulo, em 1994. No ano seguinte, arrendou a Siderúrgica Mendes Júnior, em Juiz de Fora, Minas Gerais. Adquiriu posteriormente participação em algumas empresas siderúrgicas no Peru, Chile, Argentina, e Canadá. 

## ArcelorMittal
Em 2001 ocorreu a fusão entre a Aciéries Réunies de Burbach-Eich-Dudelange (ARBED) com sede em Luxemburgo, a Usinor (França) e a Aceralia (Espanha) surgindo a Arcelor, da qual a Belgo faz parte. Em 2006, houve uma fusão entre a Arcelor e a empresa indiana Mittal e que em julho de 2007 se transformou na ArcelorMittal.
Hoje, a planta centenária de Sabará abriga uma moderna trefilaria de barras da ArcelorMittal. Além dela, o grupo possui ainda as seguintes unidades industriais no Brasil: Juiz de Fora e Contagem (MG), Barra Mansa e Resende (RJ), São Paulo e Piracicaba (SP), além das minas do Andrade e de Serra Azul, e produção de carvão vegetal nas regionais de Bioflorestas no Estado de Minas Gerais.